# Pressed Steel Car Company
Die Pressed Steel Car Company, oft nur Pressed Steel genannt oder mit PSC abgekürzt, war eine US-amerikanische Wagenbauanstalt in Pittsburgh, Pennsylvania.

## Geschichte

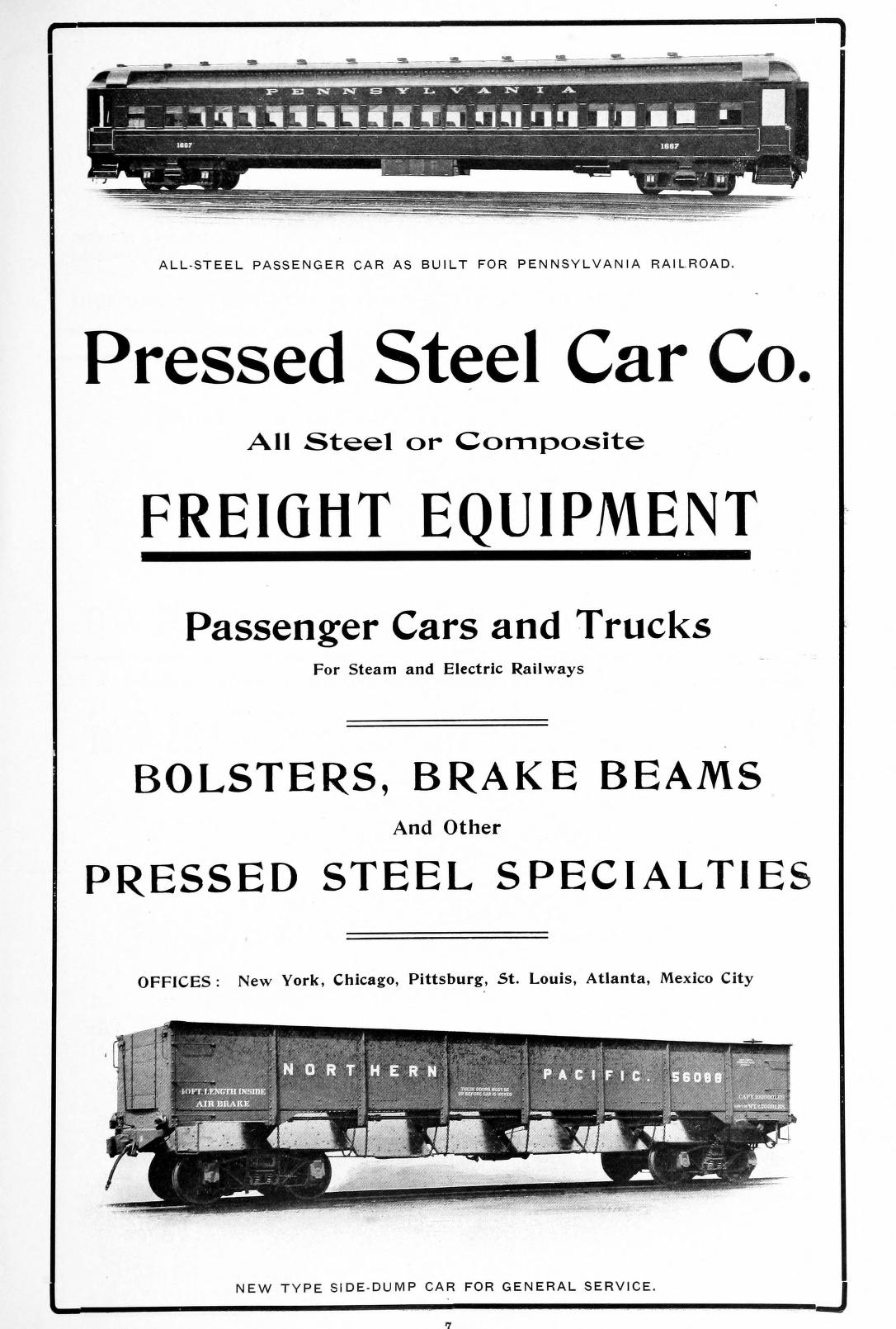
Anzeige aus dem Jahr 1909

Die Pressed Steel Car Company wurde am 12. Januar 1899 von Charles T. Schoen in New Jersey gegründet. Die Gesellschaft entstand aus der Zusammenlegung der bisherigen Wagenbauanstalt von Schoen, der Schoen Pressed Steel Company, mit der 1889 von Samson Fox gegründeten Fox Solid Pressed Steel Company, die Schoen von Fox kaufte.
Die Pressed Steel Car Company schloss mit der Carnegie Steel Company einen Vertrag, wonach die Pressed Steel Car Company ihren gesamten Stahl von den Carnegie-Werken kaufen und die Carnegie Steel Company sich dafür im Gegenzug aus der Eisenbahnwagen-Produktion zurückziehen wird.
Das von Fox übernommene Werk in Joliet wurde bald auf das Vierfache der bisherigen Größe erweitert und 2000 neue Mitarbeiter eingestellt. Das neue Werk war nun in der Lage pro Tag 100 Güterwagen zu bauen. Daneben gab es noch die beiden Werke der früheren Gesellschaften in Pittsburgh.
James Buchanan Brady, früher schon Verkaufsdirektor der Fox Solid Pressed, der im Besitz eines größeren Aktienpaketes der Pressed Steel Car Company war, verkaufte 1901 sämtliche Aktien. Im Jahr darauf verließ Brady das Unternehmen und gründete zusammen mit John M. Hansen, dem Chefingenieur des Unternehmens, die Standard Steel Car Company.
Bis 1902 hatte Pressed Steel mehr als 60.000 Güterwagen gebaut. Ab 1903 begann man auch mit dem Bau von Personenwagen. Die ersten 35 Wagen gingen an die Northwestern Elevated Railroad in Chicago. Innerhalb von zwei Jahren entstand ein neues Werk speziell für Personenwagen. 1906 wurden hier die ersten Wagen aus kombinierter Stahl-Holz-Bauweise für die Southern Railway gebaut. Viele weitere Aufträge folgten.
1909 kam es zu einem großen Streik, als 8000 Arbeiter in den Ausstand traten. Bei Ausbruch des Ersten Weltkrieges 1914 musste man Ausrüstung für Eisenbahnstrecken in Kriegsgebieten herstellen. Das Unternehmen belieferte das Russische Kaiserreich außerdem mit 12.000 Güter- und Personenwagen. 1916 war Pressed Steel die größte Wagenbauanstalt in den Vereinigten Staaten und produzierte alle fünf Minuten einen neuen Eisenbahnwagen. In den 1930ern stand das Unternehmen einmal kurz vor dem Bankrott, erholte sich aber wieder. Nach dem Eintritt der Vereinigten Staaten in den Zweiten Weltkrieg begann man mit der Produktion großer Mengen an M4 Panzern und anderem Kriegsmaterial.
1956 wurde das Unternehmen schließlich von US Steel übernommen.

## Kundenkreis
1900 nahm das Unternehmen als einziger US-amerikanischer Eisenbahnhersteller an der Weltausstellung in Paris  teil, wo fünf verschiedene Güterwagen in Ganzstahlausführung ausgestellt wurden (siehe: Liste von Eisenbahnwagen auf der Weltausstellung Paris 1900). Dies steigerte die Bekanntheit des Unternehmens im Ausland und verhalf zu Kunden in der ganzen Welt.
Pressed Steel produzierte Eisenbahnwagen verschiedenster Bauart und Spurweite für Gesellschaften weltweit. Hauptabnehmer waren aber die vielen großen US-amerikanischen und kanadischen Eisenbahngesellschaften. Aber auch kleinere Gesellschaften wie die Oahu Railway and Land Company auf Hawaii. Mit zu den ersten Kunden gehörten die französische Chemins de fer de Paris à Lyon et à la Méditerranée, die Japanese Government Railways und die Egyptian State Railways, die ab 1899 mehrfach dort Güterwagen bauen ließen. Aber auch die chinesische Tientsin-Pukow-Bahn, die spanische Great Southern of Spain Railway, die australische New South Wales Government Railways, sowie die Ferrovia Paulista SA und die Estrada de Ferro Sorocabana in Brasilien bestellten Wagen bei Pressed Steel.

## Galerie

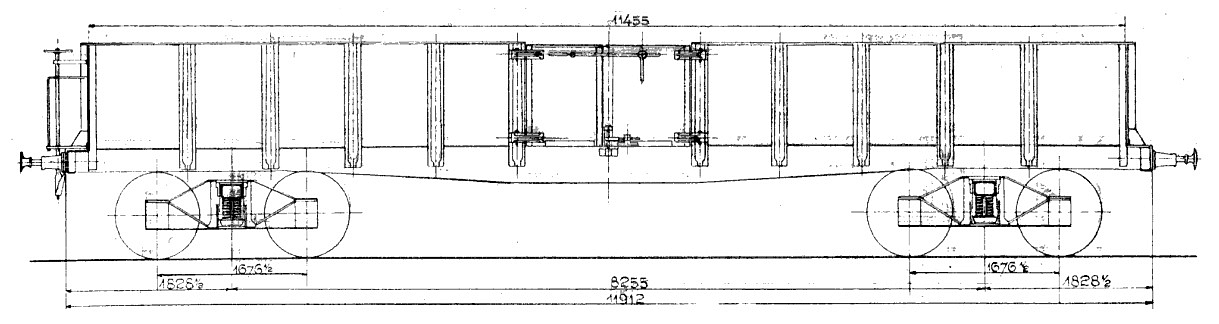
Drehgestell-Güterwagen der französischen PLM Reihe Sf 80000-80100, 1899
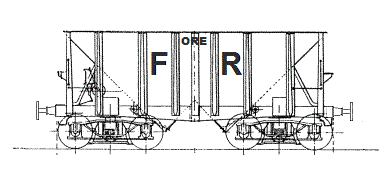
Selbstentladewagen 7543 und 7544 für die Furness Railway, 1899
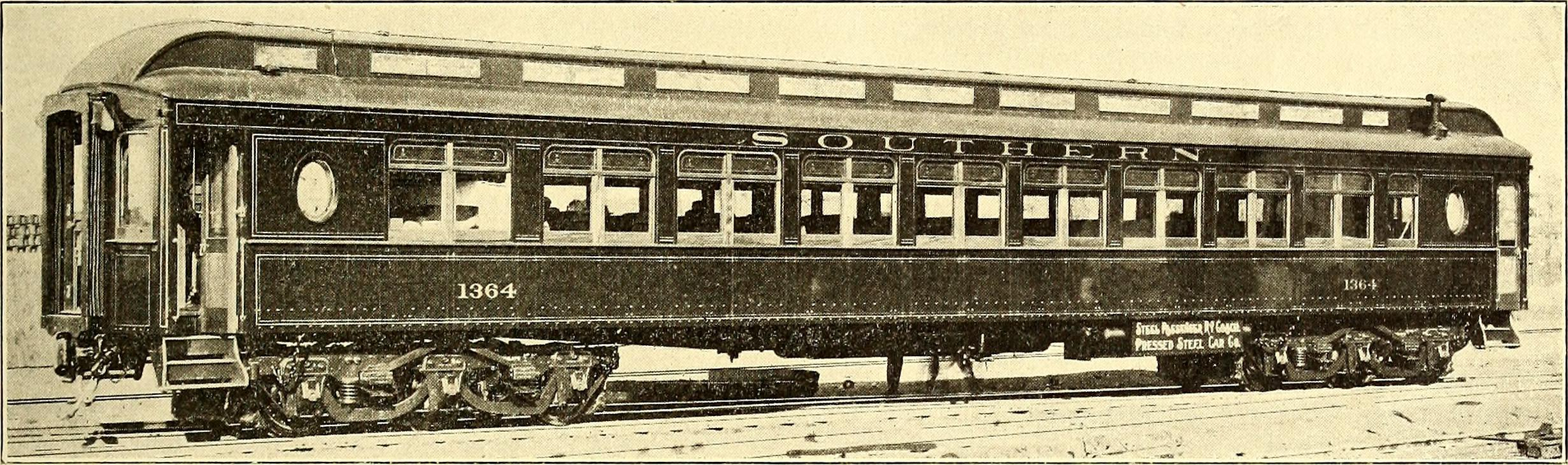
Erster Personenwagen für die Southern Railway, 1906
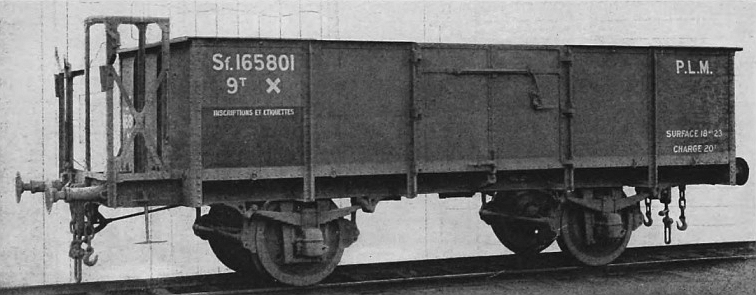
Offener Güterwagen der PLM Reihe Sf 165801–167300, 1916
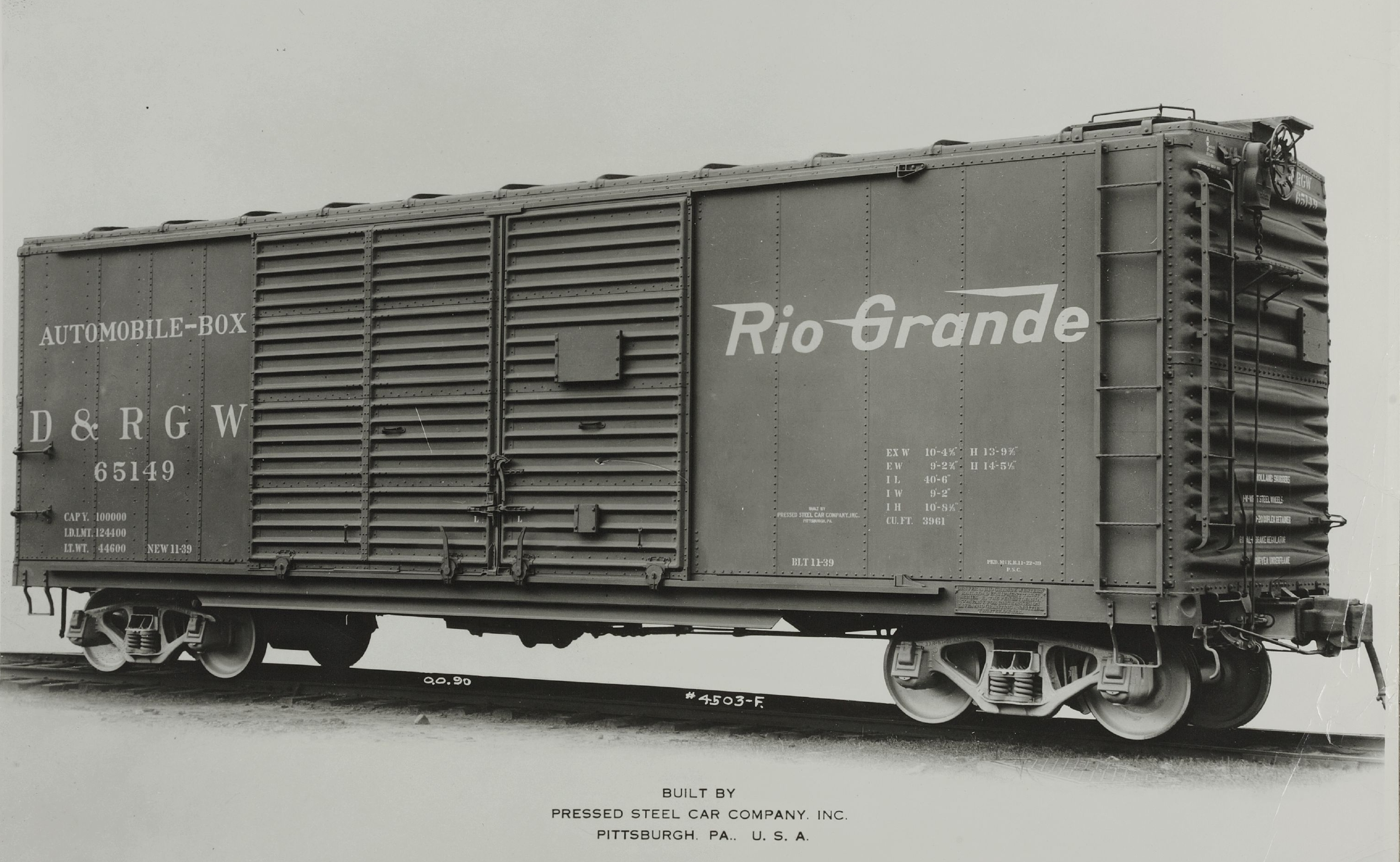
Gedeckter Güterwagen der D&RGW Reihe 65100–65199, 1939
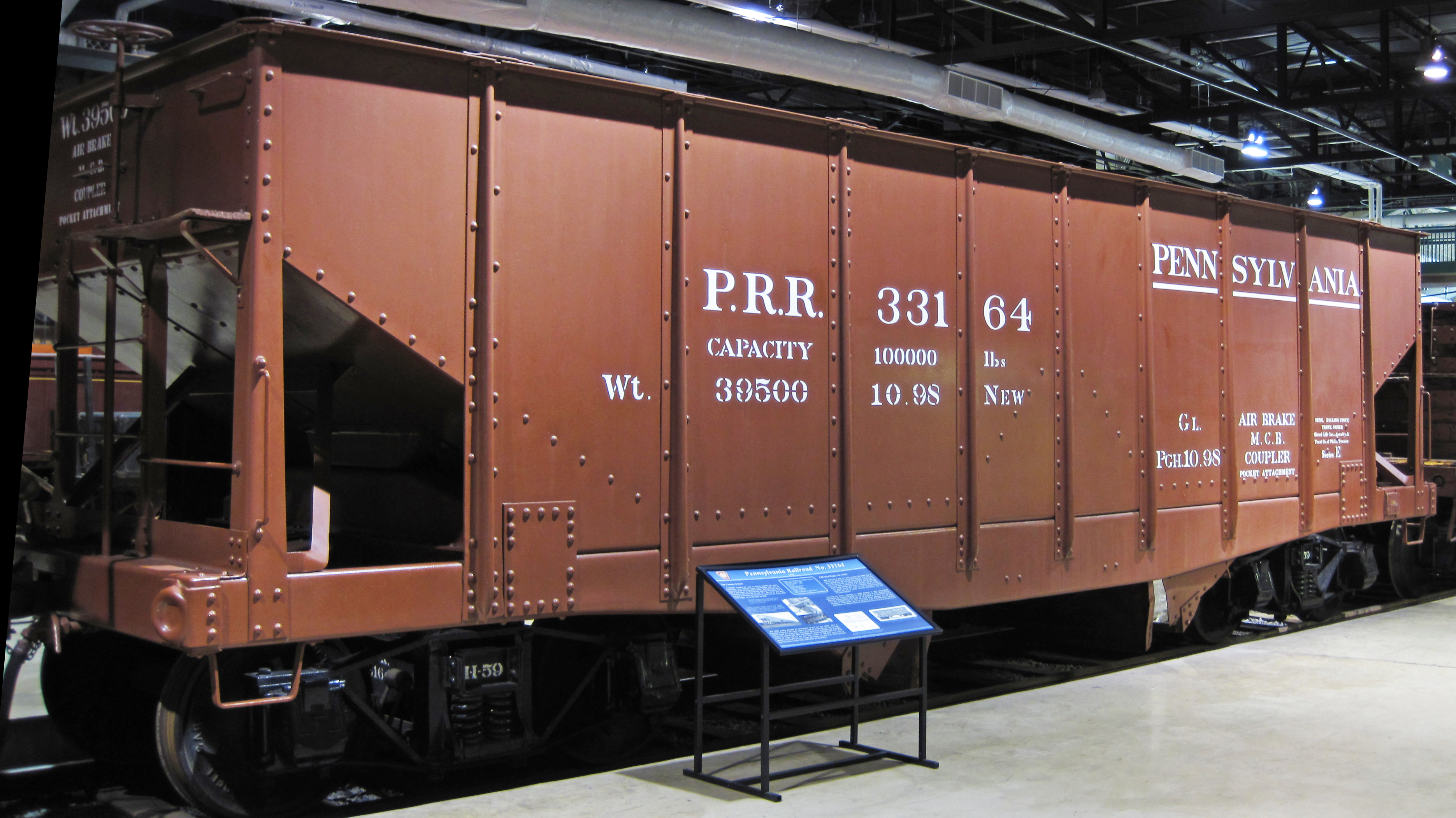
Erhaltener Trichterwagen der Pennsylvania Railroad im Railroad Museum of Pennsylvania
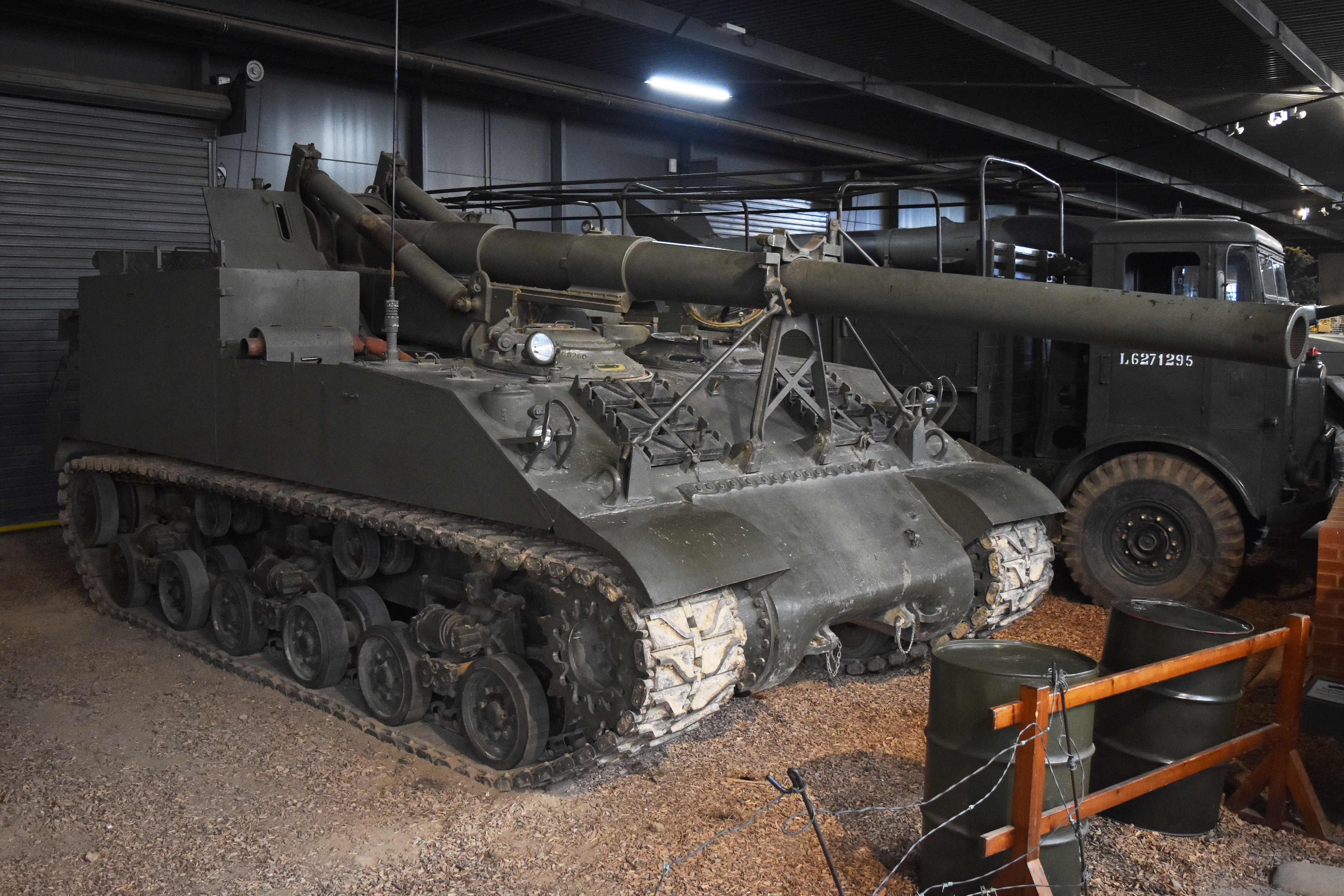
Erhaltene M40 Selbstfahrlafette, 1945